# Bécordel-Bécourt
Bécordel-Bécourt é uma comuna francesa na região administrativa de Altos da França, no departamento de Somme. Estende-se por uma área de 3,57 km². Em 2010 a comuna tinha 160 habitantes (densidade: 44,8 hab./km²).